# AWS Elastic Beanstalk
O AWS Elastic Beanstalk é um serviço de orquestração oferecido pela Amazon Web Services para a implantação de aplicativos que orquestram vários serviços da AWS, incluindo EC2, Amazon S3, Simple Notification Service (SNS), CloudWatch, escalonamento automático e Elastic Load Balancers. Seu nome em inglês significa "pé de feijão elástico", é uma referência ao pé de feijão que cresceu até as nuvens no conto de fadas João e o pé de feijão. 
O Elastic Beanstalk fornece uma camada adicional de abstração sobre o servidor e sistema operacional; os usuários, em vez disso, veem uma combinação pre-construída de sistema operacional de 64 bits e plataforma, como o Amazon Linux executando Ruby, ou o Debian executando Python.
A implantação requer uma série de componentes a serem definidos: um "aplicativo" como um contêiner lógico para o projeto, uma "versão" que é uma compilação implantável executável do aplicativo, um "modelo de configuração" que contém informações de configuração para o ambiente Beanstalk e para o produto. Finalmente, um "ambiente" combina uma "versão" com uma "configuração" e as implementa. Os próprios executáveis são carregados como arquivos do Amazon S3 de antemão e a "versão" é apenas um indicador para isso.